# Джаяварман VI
Джаяварман VI (кхмер. ជយវម៌្ម ទី៦, ум. 1107) — император Кхмерской империи (1080—1107).

## Биография
Завладел престолом Ангкора сразу после смерти Харшавармана III в 1080.
Происходил из княжества Махидхарапура или из северо-восточного Таиланда.
Законность его притязаний на престол признал врах гуру прошлого правителя — Дивакарапандита.
Достоверно известно, что он правил только территорией северной Камбоджи, а некий неизвестный король Нрипатиндаварман, возможно, прямой потомок Харшавармана III правил южной её частью. Некоторые специалисты полагают, что в Ангкоре Джаяварман VI не проживал.
Джаяварман VI достаточно много средств жертвовал религиозным центрам, но его правление, как и имя не связывают ни с одним из памятников, за исключением храма Пхимай (ныне это территория Таиланда), который он воздвиг, как полагают некоторые исследователи, на месте своего рождения (Махидхарапура находилась в том же районе).
При нём, в эпоху его правления, женщины продолжали получать хорошее образование, а матери некоторых брахманов ассоциируют с богинями, как например мать придворного брахмана Субхарды сравнивали с богиней Вашишвари Бхагавати.
Джаяварман VI умер в 1107 году, посмертное имя Парамакайвальяпада.
Преемником Джаявармана VI стал его старший брат, принявший имя Дхараниндраварман I, так как наследник (брат Джаявармана VI) умер ещё при жизни самого Джаявармана VI в 1092 году.